# 金堤警察署
金堤警察署（キムジェけいさつしょ）は、全北地方警察庁所管の警察署である。

## 管轄区域
- 金堤市

## 沿革
- 1945年10月21日 - 開署。
- 1990年11月29日 - 現在の庁舎が完成。

## 組織
- 警務課
- 生活安全課
- 捜査課
- 情報保安課
- 警備交通課

## 管轄地区隊
- 月村地区隊
- 新風地区隊

## 管轄派出所
- 万頃派出所
- 竹山派出所
- 進鳳派出所
- 金山派出所
- 金溝派出所
- 鳳南派出所
- 白鴎派出所
- 孔徳派出所
- 龍池派出所
- 白山派出所

## 管轄治安センター
- 堯村治安センター
- 扶梁治安センター
- 駅前治安センター
- 凰山治安センター
- 青蝦治安センター
- 聖徳治安センター
- 広活治安センター